# Hoplophryne
Hoplophryne – rodzaj płazów bezogonowych z podrodziny Hoplophryninae w rodzinie wąskopyskowatych (Microhylidae).

## Zasięg występowania
Rodzaj obejmuje gatunki występujące w górach Usambara, Uluguru, Nguru i Magrotto w Tanzanii.

## Systematyka

### Etymologia
Hoplophryne: gr. ὁπλον hoplon „broń, zbroja”; φρυνη phrunē, φρυνης phrunēs „ropucha”.

### Podział systematyczny
Do rodzaju należą następujące gatunki:
- Hoplophryne rogersi Barbour & Loveridge, 1928
- Hoplophryne uluguruensis Barbour & Loveridge, 1928